# Axe

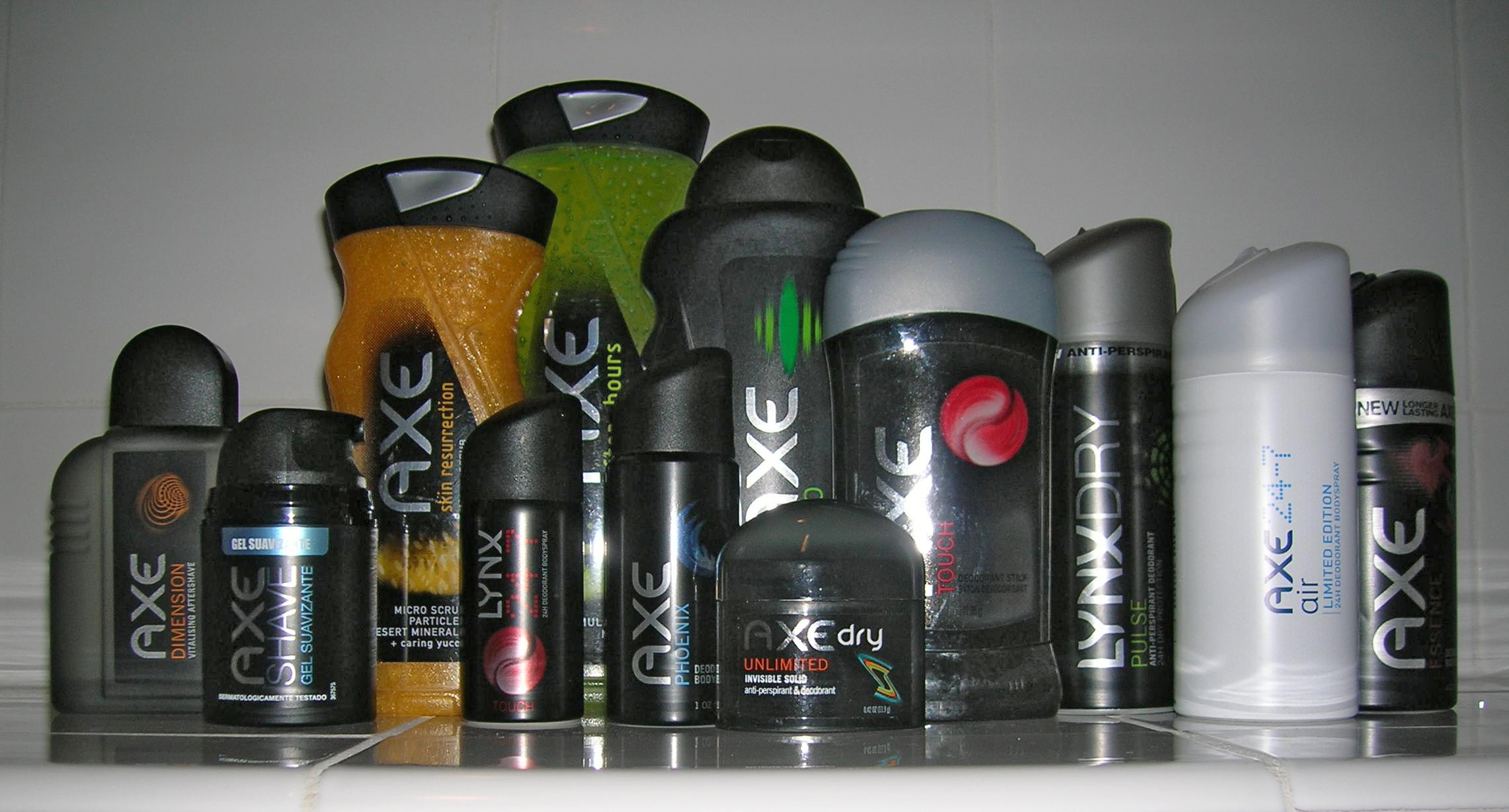
Produkty Axe

Axe, nebo též Lynx, je obchodní značka firmy Unilever označující řadu kosmetických výrobků určených pro muže.
Hlavní produkty značky AXE jsou deodoranty, dále také antiperspiranty, vody po holení, sprchové gely, šampony, opalovací krémy a gely na vlasy. V Austrálii, na Novém Zélandu, v Irsku, a ve Spojeném království jsou tyto produkty prodávány pod značkou nazývá Lynx.

## AXEjet
AXEjet je fiktivní letecká společnost, která byla součástí reklamy na deodoranty AXE. V rámci reklamní kampaně AXE došlo k oklamání řady českých a slovenských zpravodajských serverů, včetně slovenské agentury TASR, zprávou o vstupu nové australské letecké společnosti, která nabízí luxusní služby, na evropský trh.